# Hermann Gail
Hermann Gail (* 8. September 1939 in Pöggstall, Niederösterreich) ist ein österreichischer Schriftsteller und Verleger.

## Leben
Hermann Gail verbrachte seine Schul- und Jugendzeit in Pöggstall. Anschließend absolvierte er in St. Pölten eine Schriftsetzerlehre sowie eine Grafikerausbildung. Seit 1972 lebt er in Wien und war neben seiner literarischen Tätigkeit seit 1975 auch als Kleinverleger (David-Presse) tätig. Die Bücher der David-Presse hatten eine kleine Auflage, waren bibliophil ausgestattet und wurden von ihm im Handsatz hergestellt. In seinem Verlag erschienen u. a. Werke von Peter Handke, Peter Henisch, Elfriede Jelinek, Peter Turrini, Andreas Okopenko und Julian Schutting. Im Jahr 1971 veröffentlichte er den autobiographischen Roman „Gitter“.
Die Prosa, die er nach seinem Erstlingswerk veröffentlichte, handelt vom Zugriff der Gesellschaft auf das Recht auf Individualität und Anderssein. Thematische Konstanten in seinen Texten sind weiters: Tod, Schuld, Alleinsein, Probleme von Vorbestraften. Immer wieder drohen sie von der eigenen Vergangenheit überwältigt oder von gesellschaftlichen Vorurteilen in Frage gestellt zu werden.

## Auszeichnungen
Quelle: Literaturhaus Wien
- 1974 Staatsstipendium des Bundesministeriums für Unterricht und Kunst für Literatur
- 1977 Förderungspreis der Stadt Wien für Literatur
- 1977 Förderungspreis des Landes Niederösterreich für Literatur
- 1977 Halbjahresstipendium des Bundesministeriums für Unterricht und Kunst für dramatische Autoren
- 1978 Förderungspreis für Literatur des Theodor-Körner-Stiftungsfonds zur Förderung von Wissenschaft und Kunst
- 1978 Preis des Wiener Kunstfonds der Zentralsparkasse Wien für Literatur
- 1989 Buchprämie des Bundesministeriums für Unterricht und Kunst
- 1990 Niederösterreichischer Hörspielpreis der Zeitschrift „Limes“, des Bundesministeriums für Unterricht und Kunst, des Landes Niederösterreich, der NÖ Gesellschaft für Kunst und Kultur sowie des ORF Niederösterreich (gemeinsam mit Hilde Peyr-Höwarth)
- 2000 Würdigungspreis für Literatur des Landes Niederösterreich

## Werke (Auswahl)
- Gitter. Die Aufzeichnungen des Hermann Gail. S. Fischer, Frankfurt/M. 1971, ISBN 3-10-024201-7.
- Exil ohne Jahreszeiten. Gedichte. Nachwort: Franz Richter. Verlag Bergland, Wien 1972.
- Liaisons. Geschichten in Wien. S. Fischer, Frankfurt/M., 1974, ISBN 3-10-024202-5.
- Prater. Roman. S. Fischer, Frankfurt/M. 1976, ISBN 3-10-024203-3.
- Ich trinke mein Bier aus. Gedichte aus der Vorstadt. Mit vier Linolschnitten des Autors. David-Presse, Wien 1977.
- Protokollaufnahme. Hörspiel. Nachwort: Wolfgang Kraus. Niederösterreichisches Pressehaus, St. Pölten 1978, ISBN 3-85326-463-8.
- Balanceakte. Die Beschreibung von Wahnvorstellungen im Zustand der Ungnade. Aphorismen. Mit elf Zeichnungen von Tone Fink. David-Presse, Wien 1979.
- Der Tod der Hure Corinna. Nach Johann Balthasar Schupp (1610–1661). Erzählung. Original-Linolschnitte von Josef Ramaseder. David-Presse, Wien 1979.
- Vier Kurzhörspiele. U-Bahn. Wienerwald-Ausflug. Taxifahrt. Ein ehrenhafter Vater und ein unehrenhafter Sohn. Eigenverlag, Wien 1979.
- Weiter Herrschaft der weißen Mäuse. Gedichte. Verlag Grasl, Baden bei Wien 1979.
- Typen. Texte. Mit Collagen des Autors. David-Presse, Wien 1982.
- Waldviertel. Erinnerungen und Skizzen. Mit Abbildungen nach Zeichnungen des Autors. David-Presse, Wien 1987.
- Styx. Gedichte über Außenseiter & Verlierer & Wehrlose & Verrückte & Träumer etc. Mit vier Holzschnitten des Autors. David-Presse, Wien 1988.
- Desaster. Mit Holzschnitten des Autors. David-Presse, Wien 1991.
- Indizien. Gedichte. Illustrationen Hermann Gail. David-Presse, Wien 1992.
- Vorbereitungen zum Selbstmord. (Aus den Aufzeichnungen des Georg Clemens). David-Presse, Wien, 1998.
- Der Löwenruf: Roman Bibliothek der Provinz (1999), ISBN 3-85252-289-7.
- Steinerne Blume. Erzählungen 1972–2002. Mit Collagen des Autors. Literaturedition Niederösterreich, St. Pölten 2003, ISBN 3-901117-67-9.
- Ausgewählte Gedichte. (podium porträt Nr. 19). Vorwort: Manfred Chobot. Verlag Podium, St. Pölten 2004, ISBN 3-902054-31-X.

## Kinder- und Jugendbücher (Auswahl)
- Leben mit dem Kopf nach unten. Signal Verlag, Baden-Baden 1978, ISBN 3-7971-0187-2; ISBN 978-3-7971-0187-7

## Hörspiele (Auswahl)
- Querstellung. Regie: Günther Sauer. SDR, 1974.
- Wienerwaldausflug. ORF-Radio Wien, 1977.
- U-Bahn. ORF-Radio Wien, 1978.
- Taxifahrt. ORF-Radio Wien, 1978.
- Ein ehrenhafter Vater und ein unehrenhafter Sohn. ORF Ö1, 1979.
- Protokollaufnahme. Regie: Alfred Treiber. ORF NÖ, 6. März 1979; WH: 17. August 2013.
- Wer ist Gustav Peschek? Regie: Axel Corti. ORF Wien, 24. August 1982.

## Über Hermann Gail (Auswahl)
- Der Speckjäger. Ein Essay über Begegnungen mit dem Schriftsteller und Schriftsetzer Hermann Gail von Andreas Weber. Mit Fotos von Joerg Th. Burger. Literaturedition Niederösterreich, St. Pölten 1997, ISBN 3-901117-29-6.